# Antrain
Antrain (en bretó Entraven, en gal·ló Antrein) és un municipi francès, situat a la regió de Bretanya, al departament d'Ille i Vilaine. L'any 2006 tenia 1.409 habitants. Limita amb els municipis de La Fontenelle, Tremblay, Saint-Ouen-la-Rouërie i Sacey (Manche).

## Demografia
| Evolució de la població |      |      |      |      |      |      |      |      |
| 1793                    | 1800 | 1806 | 1821 | 1831 | 1836 | 1841 | 1846 | 1851 |
| 1522                    | 1375 | 1527 | 1524 | 1742 | 1651 | 1567 | 1648 | 1696 |

| 1856 | 1861 | 1866 | 1872 | 1876 | 1881 | 1886 | 1891 | 1896 |
| ---- | ---- | ---- | ---- | ---- | ---- | ---- | ---- | ---- |
| 1613 | 2262 | 1642 | 1630 | 1582 | 1601 | 1525 | 1575 | 1550 |

| 1901 | 1906 | 1911 | 1921 | 1926 | 1931 | 1936 | 1946 | 1954 |
| ---- | ---- | ---- | ---- | ---- | ---- | ---- | ---- | ---- |
| -    | 1443 | 1552 | 1484 | 1417 | 1383 | 1459 | 1682 | 1528 |

| 1962 | 1968 | 1975 | 1982 | 1990 | 1999 | 2006 | 2011 | 2016 |
| ---- | ---- | ---- | ---- | ---- | ---- | ---- | ---- | ---- |
| 1444 | 1443 | 1548 | 1499 | 1387 | 1387 | 1409 | -    | -    |

| 2019 | - | - | - | - | - | - | - | - |
| ---- | - | - | - | - | - | - | - | - |
| -    | - | - | - | - | - | - | - | - |

## Administració
| Període   | Identitat         | Partit        |
| --------- | ----------------- | ------------- |
| 1979-1983 | Francis Richard   |               |
| 1983-1989 | Roger Talvas      |               |
| 1989-2008 | Michel Lahogue    | Divers gauche |
| 2008-     | Claudine Clossais |               |